# 김정학 (고고학자)
김정학(金廷鶴, 1911년 10월 16일~2006년 4월 25일) 은 대한민국의 고고학자이다. 호는 "학산" (鶴山)이다.

## 개요
일제강점기 함경남도 문천카운티 (현재 조선민주주의인민공화국 강원도 문천시)에서 태어나, 경성제국대학에서 고고학 및 민속학을 배웠다. 단기간하면서, 미국의 하버드 대학에서 배웠다.
김정학은 김원용 등과 함께 식민지 체제 이후 한국 전쟁 이후 대한민국에서 고고학자로 활약 한 첫 번째 세대의 한 사람이다. 김정학는 서울대학교에서 단기간 교편을 잡은 후, 1947년 고려대학교에 가서, 역사학과의 설립시 교원의 하나가되었다. 후, 고려대학교 박물관의 관장을 역임했다. 1968년 영남대학교로 옮겨, 1970년대의 대부분은 부산 대학교 교수, 박물관장였다.
김정학은 민무늬토기 시대의 도자기와 청동기의 전문가로 알려져 있었다. 저서 "The Prehistory of Korea"는 20 세기 후반에서 선사 시대의 조선에 대한 영문으로 읽을 수있는 극소수의 출판물 의 하나였다.

## 주요 실적
- 《한국민족형성사》(1964)
- 《한국의 고고학》(1972)
- 《임나와 일본》(1977)

- Ethnological Origin of Korean Nation. Korea Journal 3(6):5-8, 1963.
- The Origin of Korean Nation. Korea Journal 3(7):29-31, 1963.
- The Prehistory of Korea. Trans. by Richard J. Pearson and Kazue Pearson. University of Hawaii Press, Honolulu, 237 pp., 1978. ISBN 0-8248-0552-6

## 같이 보기
- 도유호
- 김원용
- 김정배
- 최몽룡
- 심봉근